# Trumpf Werkzeugmaschinen Teningen
Die Trumpf Werkzeugmaschinen Teningen GmbH (Eigenschreibweise: TRUMPF; vormals EHT Werkzeugmaschinen GmbH) ist ein weltweit aktiver deutscher Hersteller von Werkzeugmaschinen mit Sitz in Teningen.
Das Unternehmen wurde 1771 als Eisen- und Hammerwerke Teningen (EHT) gegründet und gilt als eines der ältesten noch bestehenden Unternehmen Deutschlands. 2015 wurde es von der Trumpf-Gruppe übernommen und eingegliedert. EHT blieb bis 2020 als Markenname bestehen.

## Geschichte
Die Marke EHT geht zurück auf die Eisen- und Hammerwerke Teningen.
Die Anfänge gehen auf die beiden Teninger Schmiede Martin Junghenni und Jakob Zimmermann zurück, die 1771 die Genehmigung zum Bau einer Hanfreibe, Schleifmühle und Hammerschmiede erhielten. Der Emmendinger Landbaumeister Carl Friedrich Meerwein schlug vor, die Produktionsstätte zwischen Elz und Mühlbach an der Gemarkungsgrenze zwischen Teningen und Mundingen zu errichten, da der Mühlbach dort ein besonders hohes Wassergefälle hatte. Georg Friedrich Zimmermann, der Sohn des Gründers baute 1815 ein Hammerwerk, das durch ein Wasserrad im Mühlbach angetrieben wurde. Dieses Hammerwerk wurde 1830 für die Herstellung von Arbeitsgeräten, wie sie die Breisgauer Bauern, Winzer und Waldbesitzer brauchten: Äxte, Beile, Säsle, Spaten, Schaufeln, Hauen, Riddihauen, Wagenachsen oder eiserner Radreifen. Als Logo war ein Z eingesenkt, das sich vom Anfangsbuchstaben des Gründers Zimmermann ableitete.
Die 1830 modernisierte Hammerschmiede wurde bis in die 1950er Jahre benutzt, ist noch heute betriebsbereit und war eine von 18 Hammerwerken, die es in den 1830er Jahren im damaligen Großherzogtum Baden gab.
Das Unternehmen blieb in Familienbesitz, nachdem eine Tochter von Georg Friedrich Zimmermann 1866 den Emmendinger Mechaniker und Uhrmachermeister Karl Saaler heiratete. Saaler eröffnete neben dem Hammerwerk eine mechanische Werkstätte, später auch eine Eisengießerei. Er erweiterte die Produktpalette auf Maschinen für die Textil- und Lederindustrie, für Mühlen und Brauereien und produzierte Wasserräder, Turbinen und Dampfmaschinen. Weiter wurden Aufzüge für Personen und Waren, Obst- und Traubenpressen, Transmissionen, Brücken und Krananlagen sowie Wand- und Kirchturmuhren hergestellt. 1898 waren in der Maschinenfabrik Saaler etwa 82 Arbeiter beschäftigt, die in der Woche ca. 70 Stunden arbeiteten. Bis 1911 war die Zahl der Arbeitskräfte bereits auf 166 gestiegen. Saaler betrieb ab 1904 auch ein Röhrenwalzwerk, kurz darauf wurde eine Verzinkerei eingerichtet. Im Jahr 1898 errichtete Karl Saaler die Villa Saaler, eine im Neorenaissance-Stil gebaute Familienvilla in der benachbarten Kreisstadt Emmendingen. Über hundert Jahre später wurde die Villa nach einer umfangreichen, denkmalgerechten Restaurierung von der Architektenkammer Baden-Württemberg im Jahre 2009 mit einem Preis für Beispielhaftes Bauen ausgezeichnet.
1911 erwarb die Maschinen und Eisengießerei Saaler AG vom Schweizer Industriellen Heinrich Alfred Gautschi die Lizenz zur Produktion von Blattaluminium. Saaler und der Ludwigshafener Unternehmer Netter gründeten die Aluminium GmbH, die als erstes deutsches Unternehmen Alufolie produzierte. Mit der technischen Leitung der Folienproduktion wurde Emil Tscheulin betraut, der seit einigen Jahren auch Betriebsleiter der Maschinenfabrik Saaler war. Die Aluminium GmbH wurde bereits 1912 mit dem Aluminiumwerk in Emmishofen und dem Aluminiumwerk Singen zur Aluminium Walzwerken AG mit Sitz in Schaffhausen fusioniert.
1931 stand das Unternehmen vor der Insolvenz und wurde vom Münchner Unternehmer Hans Theisen und von Emil Tscheulin übernommen. Beide hielten die Hälfte der Gesellschafteranteile.
Ab 1935 wurden Maschinen für die Stahlwolleherstellung in das Produktsortiment aufgenommen. 1941 hatte das Eisen- und Hammerwerk etwa 170 Arbeiter beschäftigt.
Seit 1950 werden hauptsächlich Werkzeugmaschinen – Schneide- und Biegemaschinen – für die Blechbearbeitung produziert.
Das mittelständische Unternehmen war bis 2014 im Familienbesitz. Hauptgesellschafter war die Theisen GmbH in München. 2015 übernahm die Trumpf-Gruppe (Ditzingen) die Anteile der Familie Theisen. Im Juni 2015 firmierte die EHT Werkzeugmaschinen GmbH um in Trumpf Werkzeugmaschinen Teningen GmbH.